# Martigues
Martigues – miejscowość i gmina we Francji, w regionie Prowansja-Alpy-Lazurowe Wybrzeże, w departamencie Delta Rodanu.
Według danych na rok 1990 gminę zamieszkiwało 42 678 osób, a gęstość zaludnienia wynosiła 597 osób/km² (wśród 963 gmin regionu Prowansja-Alpy-W. Lazurowe Martigues plasuje się na 11. miejscu pod względem liczby ludności, natomiast pod względem powierzchni na miejscu 81.).
Urodziła się tutaj Victoria Larrière, tenisistka oraz Charles Maurras, filozof.

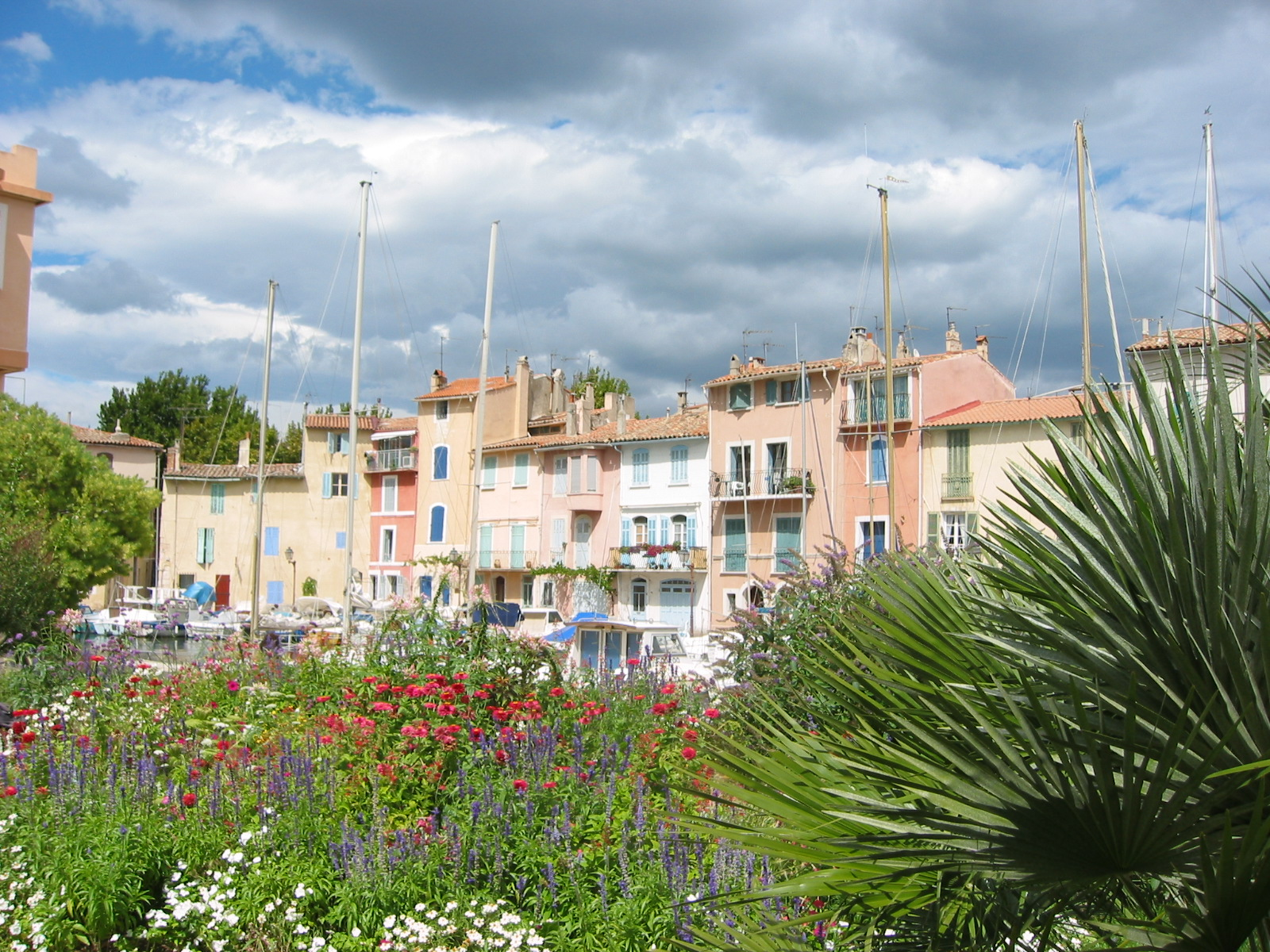
Kamienice
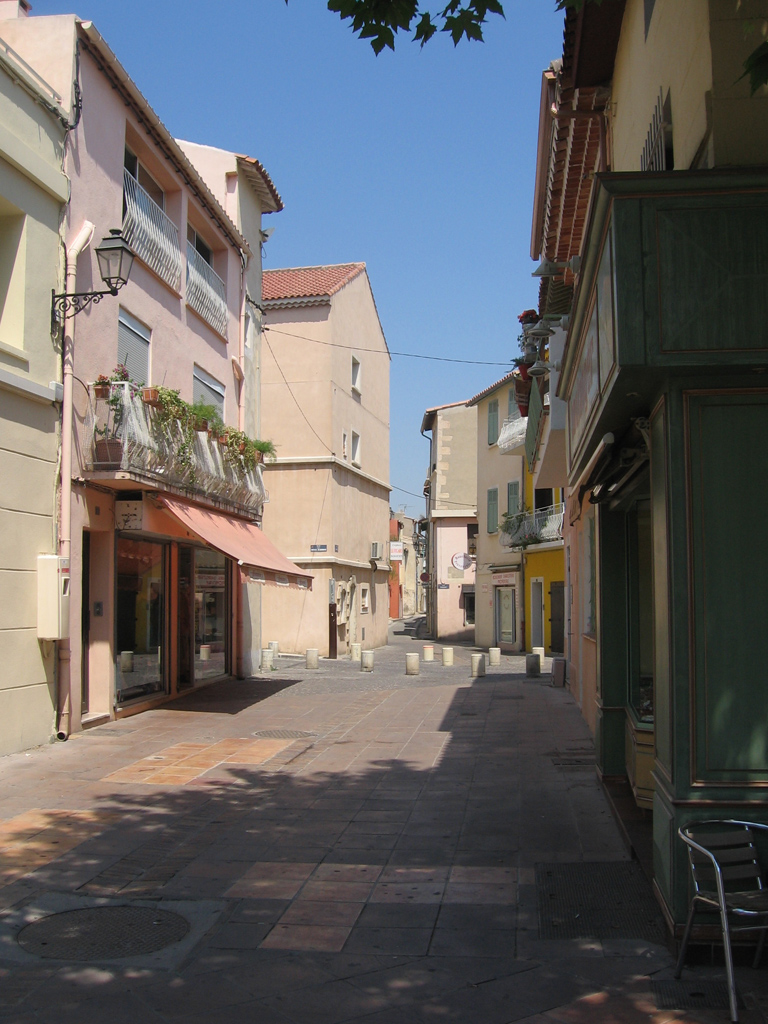
Uliczka
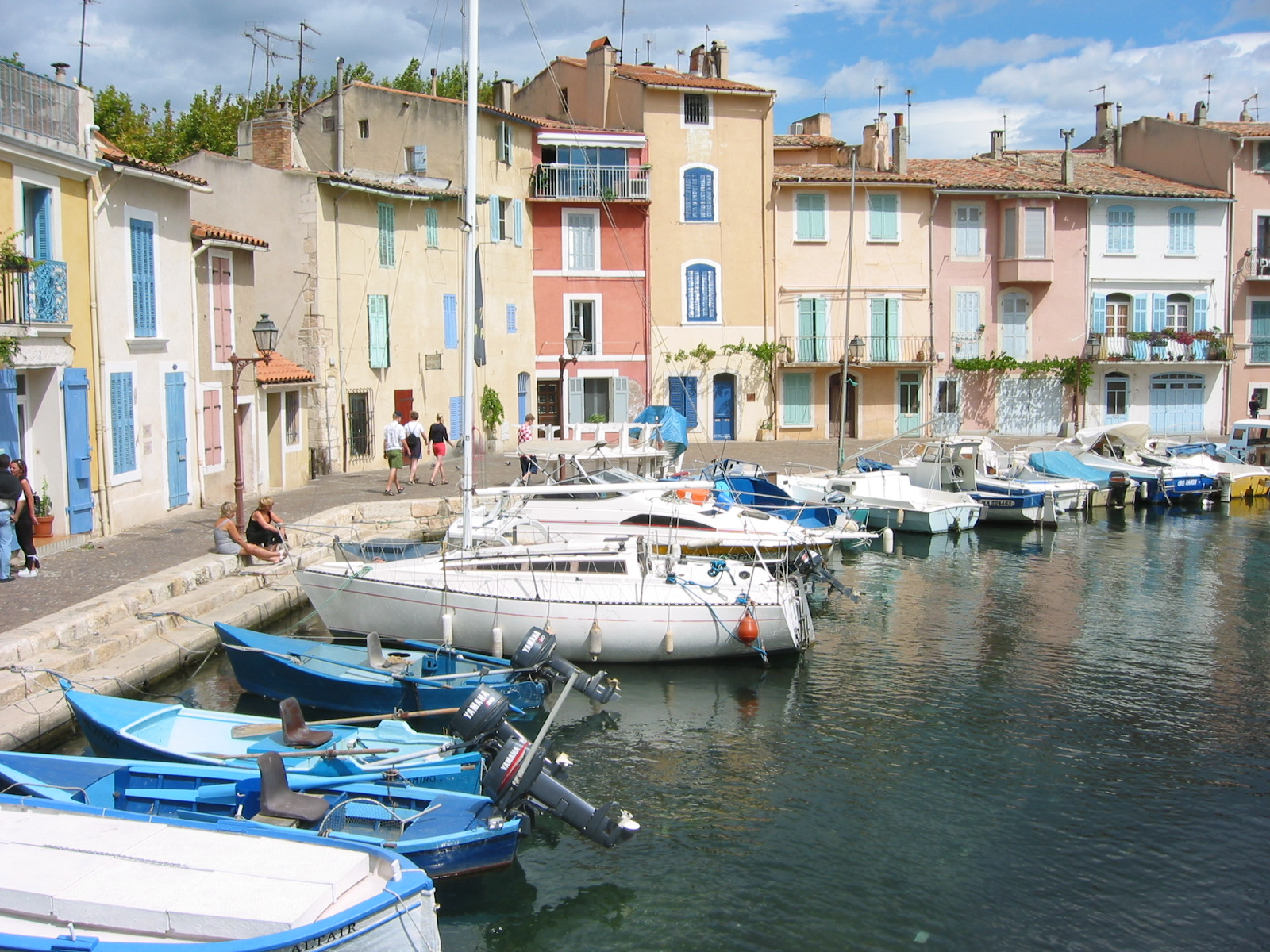
Nabrzeże